# 21 cm Mörser 16
A 21 cm Mörser 16 (rövidítve 21 cm Mrs. 16 vagy 21 cm Mrs 16, magyarul 21 cm-es mozsárágyú 16) egy német gyártmányú nehéz mozsár volt, melyet az első és a második világháború alatt használtak.

## Történet
Alapjául a korábbi 21 cm Mörser 10 szolgált, de lövegcsöve hosszabb volt, ellátták lövegpajzsal és egyéb finomítással. Eredetileg két részre lehetett szétszerelni a szállításhoz, de a németek az első világháborúból megmaradt lövegeket a harmincas években gumiabroncsos acélkerekekkel látták el a járművel való vontatáshoz, ilyenkor eltávolították a lövegpajzsot és lövegmozdonyt is használtak.
Az első világháború előtt a Krupp és a Rheinmetall kezdett bele egy új mozsárágyú fejlesztésébe, amelyet mozgékonyabbnak terveztek, mint amivel a német hadsereg 1902-ben rendelkezett. Az első prototípus kipróbálására 1909 novemberében került sor, majd a következő évben a gyártás is elkezdődött. A világháború kitörésekor Németország 256 darab 21 cm Mörser 10 nehéz mozsárágyúval rendelkezett. A hadvezetés 28 lóvontatású tüzérségi üteghez osztotta a lövegeket, melyek rendkívül hatékonynak bizonyultak az ellenséges bunkerek és erődítmények ellen. A háború alatt a németek egy új verzió kifejlesztésébe kezdtek, melyet hosszabb lövegcsővel láttak el, így az nehezebb lövedékeket volt képes nagyobb távolságba röpíteni. Ez a fejlesztőmunka eredményezte a Langer 21 cm Mörser 16 bevezetését 1916-ban. Míg a korábbi Mörser 10-et szétszerelve kellett szállítani, majd az új tüzelési pozícióján kellett összeállítani, addit az új Mörser 16 mozsárágyút tüzérségi vontatóval lehetett egyik helyről a másikra húzni. A világháború után Németország 70 ütegnyi Mörser 10-essel és kielégítő számú Mörser 16-ossal rendelkezett. A versailles-i békeszerződés értelmében Németország mindössze kettő darabot tarthatott meg ezekből a nehéz mozsárágyúkból.

## Leírás
A mozsárágyú lövegtalpa egyszárú, közepén egy nagy lyukkal, amely lehetővé teszi a magasabb szögtartományban való célzást, kerekei tölgyfából és acélból készültek, a löveget ellátták egy nagy lövegpajzzsal is, amely leszerelhető, és nem került mindig alkalmazásra. Závárzata vízszintesen mozgó ékzár, hátrasikló rendszere a lövegcső fölé szerelt két hidraulikus bufferből és egy pneumatikus recuperátorból áll. A löveget eredetileg lóvontatáshoz tervezték, de az első világháború után járművontatáshoz alakították át őket. Vontatáskor a lövegcsövet leszerelték és külön szállították. A löveg minimális lőtávolsága 2,6 km, tűzgyorsasága percenként 1-2 lövés.

## Harctéri alkalmazás

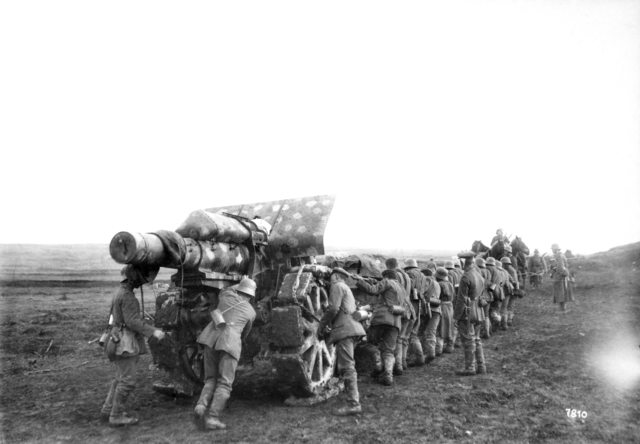
Mozgatás tüzelési pozícióba, Ham, 1918 márciusa

Német szolgálatban két típusú lövedéket használtak a mozsárhoz, az egyik a 21 cm Gr 18 (nagy robbanóerejű), melynek súlya 113 kg, a másik a 21 cm Gr 18 Be betonromboló lövedék 121,4 kg-os összsúllyal és 11,61 kg-nyi TNT töltettel.
A német hadseregnél első vonalbeli löveg maradt egészen 1940-ig, amikor is felváltották a 21 cm Mörser 18 löveggel. Ezt követően kiképzésre és másodvonalbeli tüzérségként használták.
A svédek egy tucatot vásároltak 1918-ban a németektől, majd egészen 1950-ig hadrendben tartották őket. A svédek saját betonromboló lövedéket használtak, a 210 tkrv 51/65-ps R-/33 jelűt, melynek súlya 120,75 kg volt, de szórásproblémával bírt, amelyre a finnek jöttek rá.
A finnek négy darab mozsárágyút vásároltak a svédektől a téli háború alatt, habár bevetni nem tudták őket, mert nem rendelkeztek a vontatásukhoz megfelelő járművel. Ezt a problémát a folytatólagos háború előtt sikerült megoldani, majd a finnek felszerelték a 10. önálló szupernehéz tüzérségi üteget a lövegekkel. A háború után a lövegek raktárkészletre kerültek, ahonnan az 1960-as években selejtezték le őket.

## Fordítás
- Ez a szócikk részben vagy egészben  a(z)   21 cm Mörser 16 című angol Wikipédia-szócikk ezen változatának fordításán alapul.  Az eredeti cikk szerkesztőit annak laptörténete sorolja fel. Ez a jelzés csupán a megfogalmazás eredetét és a szerzői jogokat jelzi, nem szolgál a cikkben szereplő információk forrásmegjelöléseként.